# 10 Ursae Majoris
10 Ursae Majoris è una stella binaria di magnitudine apparente 3,96, che, nonostante il nome, si trova nella costellazione della Lince. Quando, nel XVIII secolo, furono assegnati i numeri della nomenclatura di Flamsteed fu inclusa nella costellazione dell'Orsa Maggiore, tuttavia con i moderni confini delle costellazioni stabiliti negli anni venti, la stella fu definitivamente inclusa nella costellazione della Lince. Si tratta della terza stella più brillante della costellazione dopo α Lyncis e 38 Lyncis, e dista 52 anni luce dalla Terra.

## Caratteristiche
10 Ursae Majoris è una stella binaria costituita da una nana bianco-gialla di magnitudine 4,11 e tipo spettrale F3V e una stella simile al Sole di classe G o, come risulta da studi recenti, di classe K0V e magnitudine apparente 6,18. La componente più luminosa ha una temperatura di 6500 K e una luminosità 4,8 volte maggiore di quella del Sole, mentre la componente secondaria ha 5600 K di temperatura e l'80% della luminosità solare. La distanza media tra le due stelle è 10,6 UA, anche se con un'orbita moderatamente eccentrica la separazione varia da 12,0 a 9,9 UA. Il periodo orbitale del sistema è di 21,78 anni. Le masse stimate delle due componenti sono rispettivamente 1,44 e 0,89 masse solari.